# 籠清
籠淸（かごせい）は、神奈川県小田原市本町に本社を置くかまぼこ（小田原蒲鉾）を中心にした食品会社の屋号である。また、小田原籠淸は株式会社籠淸（かごせい）の商標であり、その会社が形成する企業グループをも指す。

## 概要
1814年に小田原市本町付近にて、鮮魚の江戸輸送を営むかたわら、蒲鉾の製造を開始し、1907年に屋号を「籠清」となる。

## 歴史
- 1968年（昭和43年）早川営業所　開設
- 1974年（昭和49年）静岡工場新設　操業開始
- 1977年（昭和52年）小田原駅前店を開設
- 1985年（昭和60年）横浜そごう店を開設
- 1987年（昭和62年）コーポレートアイデンティティ導入
- 1998年（平成10年）江の浦店を開設
- 2005年（平成17年）小田原ラスカ店を開設
- 2007年（平成19年）エルミロード新百合ケ丘店を開設

## 工場
- 静岡工場 - 静岡県焼津市利右衛門2612-8

## 主な商品
- どうぶつかまぼこ
- おでん種
- 板付蒲鉾
- 角焼
- 伊達巻
- 干物